# Кодингтон
Кодингтон (англ. Codington County) — округ в штате Южная Дакота, США. Официально образован в 1877 году. По состоянию на 2010 год, численность населения составляла 27 227 человека.

## География
По данным Бюро переписи США, общая площадь округа равняется 1857,032 км2, из которых 1781,922 км2 суша и 29 км2 или 4,1 % это водоёмы.

## Население
По данным переписи населения 2000 года в округе проживает 25 897 жителей в составе 10 357 домашних хозяйств и 6 877 семей. Плотность населения составляет 15,00 человек на км2. На территории округа насчитывается 11 324 жилых строений, при плотности застройки около 6,00-ти строений на км2. Расовый состав населения: белые — 96,74 %, афроамериканцы — 0,14 %, коренные американцы (индейцы) — 1,41 %, азиаты — 0,28 %, гавайцы — 0,02 %, представители других рас — 0,57 %, представители двух или более рас — 0,84 %. Испаноязычные составляли 1,06 % населения независимо от расы.
В составе 33,60 % из общего числа домашних хозяйств проживают дети в возрасте до 18 лет, 54,50 % домашних хозяйств представляют собой супружеские пары проживающие вместе, 8,10 % домашних хозяйств представляют собой одиноких женщин без супруга, 33,60 % домашних хозяйств не имеют отношения к семьям, 27,90 % домашних хозяйств состоят из одного человека, 10,80 % домашних хозяйств состоят из престарелых (65 лет и старше), проживающих в одиночестве. Средний размер домашнего хозяйства составляет 2,46 человека, и средний размер семьи 3,04 человека.
Возрастной состав округа: 26,80 % моложе 18 лет, 10,40 % от 18 до 24, 28,00 % от 25 до 44, 20,70 % от 45 до 64 и 20,70 % от 65 и старше. Средний возраст жителя округа 35 лет. На каждые 100 женщин приходится 98,50 мужчин. На каждые 100 женщин старше 18 лет приходится 96,50 мужчин.
Средний доход на домохозяйство в округе составлял 36 257 USD, на семью — 45 153 USD. Среднестатистический заработок мужчины был 30 279 USD против 19 826 USD для женщины. Доход на душу населения составлял 18 761 USD. Около 5,60 % семей и 9,00 % общего населения находились ниже черты бедности, в том числе — 8,60 % молодежи (тех, кому ещё не исполнилось 18 лет) и 10,80 % тех, кому было уже больше 65 лет.